# Jean (apôtre)
Pour les articles homonymes, voir Saint Jean.
Ne doit pas être confondu avec Jean le Baptiste ou Jean le Presbytre.
Jean (grec : Ἰωάννης ; araméen ܝܘܚܢܢ ܫܠܝܚܐ, Yohanan Shliha, Jean l'apôtre ; hébreu : יהוחנן, Yehohānan, arabe : يوحنا (christianisme) Yohana, يحيى (islam) Yahia) dit aussi Jean l'Évangéliste, est un juif du Ier siècle devenu chrétien, disciple de Jésus.
« Jean fils de Zébédée » est nommé dans les premiers de la liste des douze Apôtres, avec son frère Jacques dit le Majeur, dans les évangiles selon Marc, selon Matthieu et selon Luc, ainsi que dans le livre des Actes des Apôtres et à la fin ajoutée à l'Évangile selon Jean.
La tradition chrétienne attribue à l'apôtre Jean la rédaction de cet Évangile selon Jean (elle identifie l'apôtre au « disciple que Jésus aimait »), ainsi que celle de trois épîtres et de l'Apocalypse. L'ensemble de ces textes constitue le corpus johannique.

## L'apôtre Jean, fils de Zébédée
Liste d'occurrences de Jean :
- Mt 4,21; 10,2; 17,1; 20,20-23
- Mc 1,19; 1,29; 3,17; 5,37; 9,2; 9,38; 10,35; 10,41; 13,3; 14,33
- Lc 5,10; 6,14; 9,28; 9,49; 9,54; 22,8
- Ac 1,13; 3,1-11; 4,1-19; 8,14-25; 12,2; 13,5

Dans les trois évangiles synoptiques, Jean fils de Zébédée est l'un des premiers des douze apôtres (Mc 3. 16-19, Mt 10. 2-5 et Lc 6. 13-16,,), avec son frère Jacques dit le Majeur.
Tous deux sont des pêcheurs du lac de Tibériade (aussi appelé « mer de Galilée » ou « lac de Génésareth »). Comme Simon-Pierre et son frère André, ils abandonnent leurs filets pour suivre Jésus (Mc 1. 16-20, Mt 4. 18-22 et Lc 5. 1-11,,). Marc précise que Jésus les surnomme les Boanerges, c'est-à-dire « fils du tonnerre » (Mc 3. 17).

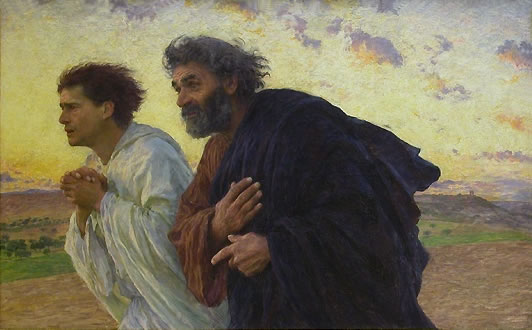
Les Disciples Pierre et Jean courant au sépulcre le matin de la Résurrection, vers 1898, Eugène Burnand, Musée d'Orsay.

Pierre, Jacques et Jean accompagnent Jésus sur la montagne lors de l'épisode de la transfiguration (Mc 9. 2, Mt 17. 1 et Lc 9. 28,,). Jean est également auprès de Jésus lors de la guérison de la mère de Simon-Pierre (Mc 1. 29) et de la guérison de la fille de Jaïre, le chef de la synagogue (Mc 5. 37 et Lc 8. 51,). Jean intervient au nom des disciples pour signaler à Jésus qu'ils ont empêché quelqu'un de faire des miracles en son nom (Mc 9. 38 et Lc 9. 49,).
À l'instigation de leur mère, les deux fils de Zébédée demandent à être assis aux côtés de Jésus quand il sera « dans sa gloire ». Jésus leur répond qu'ils devront d'abord « boire sa coupe » et que « le Père seul dispose des places dans le Ciel ». Ils suscitent la colère des autres disciples ; Jésus leur rappelle que « les premiers seront les derniers » (Mc 10. 35-45).
La veille de l'arrestation de Jésus, Pierre, Jacques, Jean et André l'interrogent sur le mont des Oliviers (Mc 13. 3) ; Jésus fait part de ses angoisses à Pierre, à Jacques et à Jean, qui s'endorment (Mc 14. 33).
L'Évangile selon Jean ne mentionne pas les principaux épisodes auxquels Jean, fils de Zébédée, est associé dans les synoptiques, comme la guérison de la fille de Jaïre ou la Transfiguration. Ces absences, parmi d'autres éléments, ont conduit à s'interroger sur l'identité de l'évangéliste Jean.
On attribue à l'apôtre Jean de nombreux miracles. Selon la Légende dorée composée au XIIIe siècle, afin de prouver à Aristodème et aux Éphésiens la supériorité du christianisme sur le culte des idoles, Jean, sommé de boire une coupe de poison, en avale le contenu d'un trait et n'en est absolument pas incommodé, tandis que les deux goûteurs désignés pour tester ce poison s'écroulent foudroyés en quelques secondes (ils seront ensuite ressuscités par le saint),.

## Œuvres (attribuées)

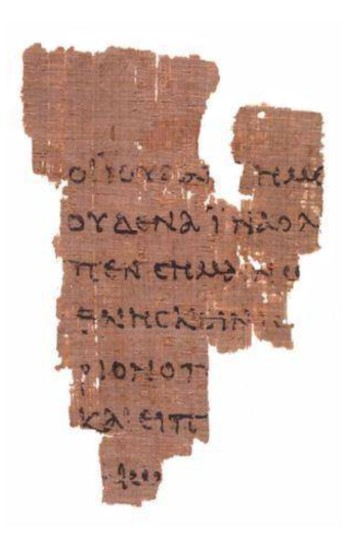
Fragment de l’Évangile selon Jean. Papyrus P52, John Rylands Library.

La question de l'historicité du quatrième évangile fut posée dès le début du XIXe siècle. Frappés par les nombreuses particularités qui distinguent l'œuvre de Jean des synoptiques, de nombreux commentateurs se demandèrent si son caractère théologique ne répondait pas à d'autres préoccupations que celles de l'histoire.
- Évangile selon Jean[Note 2] ;
- Première épître de Jean ;
- Deuxième épître de Jean ;
- Troisième épître de Jean ;
- Apocalypse de Jean.

## Mort de l'apôtre Jean
Selon la tradition, Jean serait allé en Samarie prêcher avec Pierre, où il aurait montré beaucoup d'ardeur à organiser des églises dans les villes de Palestine. Puis, fuyant la répression des Romains, il aurait quitté la Judée et se serait réfugié à Éphèse où il aurait fait des miracles et baptisé de nombreuses personnes. La mère de Jésus aurait habité avec lui à Éphèse.
Vers 180, Irénée de Lyon écrit dans Contre les hérésies III, 1,1 : « Ensuite Jean, le disciple du Seigneur, qui a reposé sur sa poitrine, publia lui aussi l'Évangile, tandis qu'il habitait à Éphèse en Asie ». Clément d'Alexandrie précise que Jean fut ensuite exilé dans l'île de Patmos, en 94, à la suite de persécutions contre les chrétiens, où il aurait écrit l’Apocalypse. Il aurait reçu une vision du Christ de l'Apocalypse, majestueux d'apparence, vêtu de blanc, le glaive de la « Parole » dans la bouche. Jean s'agenouille et il est béni par l'apparition qui lui dit : « Écris donc ce que tu as vu, le présent, et ce qui doit arriver plus tard ».
Après la mort de Domitien en l'an 96, l'empereur Nerva aurait permis à Jean de revenir à Éphèse. De là, il aurait rayonné dans la région, invité par les communautés chrétiennes locales, « tantôt pour y établir des évêques, tantôt pour y organiser des Églises complètes, tantôt pour choisir comme clerc un de ceux qui étaient désignés par l'Esprit ». Selon la tradition, il serait enterré à Selçuk, près d'Éphèse, où il existait une basilique Saint-Jean, aujourd'hui en ruine. Il aurait eu pour disciple saint Polycarpe de Smyrne.

### Débats
D'après l'Évangile selon Marc, Jésus aurait annoncé à Jean et à Jacques, fils de Zébédée, leur mort en martyrs. On en trouve également mention dans l'évangile de Matthieu. La distance temporelle qui sépare la rédaction de ces évangiles de cet événement à la fin du Ier siècle est importante. Il a été avancé qu'au moment de leur rédaction, la mort de Jacques pourrait avoir incité les auteurs des évangiles à affirmer qu'elle avait été prophétisée.
Certains manuscrits, notamment une notice attribuée à Papias et des textes plus tardifs, portent le nom de Jean pour ce qui est identifié comme le martyre de Jacques de Zébédée. Des textes bien plus tardifs, comme un martyrologe syriaque relatant le martyre des deux frères à Jérusalem, un livre de la liturgie gallicane, sacramentaire irlandais, et un manuscrit conservé en Allemagne à la cathédrale de Trèves, indiquent que Jean, fils de Zébédée, serait mort soit en 43, soit peu après. Cela a conduit Marie-Émile Boismard (prêtre catholique) à émettre l'hypothèse que Jean pourrait être mort vers 45 en même temps que son frère Jacques. Cette thèse est fortement contestée.

## L'évangile de Jean anti-juif?
Les voyages de Jésus à l'occasion des fêtes de pèlerinage juives (Shalosh Regalim) ont une valeur structurante pour l'évangile selon Jean.
Entre la première fête de la Pâque en Jn 2,13 et la dernière en Jn 11,55, on trouve la fête non identifiée de 5,1, dans laquelle on devine la fête des semaines, et la fête des Tentes de 7,2, à laquelle succède la fête de la Dédicace du Temple en 10,22. À l'exception de la Pâque célébrée en Galilée en Jn 6,4, la vie publique de Jésus parcourt donc une fois le cycle entier des fêtes juives. Jérusalem et le Temple sont la scène privilégiée de l'enseignement et de l'activité de Jésus. D'autres lieux prennent un relief particulier, comme la piscine de Siloé ou la piscine de Bethesda.
Avec Jean la série des évènements de la vie de Jésus ne correspond pas toujours à celle des Évangiles synoptiques. Par exemple, la purification du Temple a lieu dès le premier séjour de Jésus à Jérusalem, à l'occasion de la première fête de la Pâque (Jn 2,13-22). Ce déplacement introduit une tension dramatique, dès ce moment, on assiste à un conflit menaçant entre Jésus et les autorités juives — ce qui forme un certain parallélisme avec la délibération des Pharisiens et des hérodiens qui cherchent comment éliminer Jésus, à l'issue d'une guérison réalisée par Jésus un jour de Shabbat, en Mc 3,6.

### Extrait
Johannes Beutler, spécialiste du quatrième évangile et des épîtres de Jean, propose un commentaire exégétique qui présente le Quatrième Évangile dans son enracinement dans l'Écriture et la tradition d'Israël ainsi que dans la tradition synoptique.
Évangile selon saint Jean 12,24-26 : Suivre Jésus

« Les paroles sur le « suivre Jésus » dans les versets 25 et 26 reprennent sous une forme libre Marc 8,34-35. Chez Jean, la disposition à servir inclut celle de suivre. À la place du « se renier soi-même » et du « porter sa croix », Jean met en avant l'« être là où est Jésus » (v.26). S'y ajoute le fait que le Père « honorera » le serviteur fidèle. Le « sauver sa vie » devient nettement chez Jean « préserver sa vie », et ce pour « la vie éternelle » (v.25) dans la « haine », c'est-à-dire la distance prise par rapport à la vie corporelle au profit de la vie dans la foi « en ce monde ».

Pour des raisons théologiques, ces deux versets sont parfois déniés à l'évangéliste et attribuée à la rédaction johannique [ultérieure]. Alors que le salut vient, selon l'évangéliste, de la foi en Jésus, il semble dépendre ici de la disposition des disciples à mettre en jeu leur vie pour la foi. Cette façon de voir oublie que la disposition à admettre des conséquences très graves pour la foi appartient de plein droit à la doctrine fondamentale du Quatrième évangile. »

— L'Évangile de Jean. Commentaire, Éditions jésuites, 2023, p. 426.

## Célébration
Saint Jean est fêté par l'Église catholique le 27 décembre et par l'Église orthodoxe le 26 septembre (dormition) et le 8 mai.

## Représentation de Jean dans l'art

### Symbolisme
Son symbole en tant qu'évangéliste dans la tradition du Tétramorphe est l'aigle, d'où le surnom « l'aigle de Patmos ». Cet attribut fait référence à la vision d'Ézéchiel (Ez 1, 1-14) et au miracle selon lequel le rapace lui aurait servi de pupitre lors de son exil sur l'île de Patmos au cours duquel il rédige l'Apocalypse.

### Peinture
De nombreuses représentations de la Cène le montrent aux côtés de Jésus, écoutant attentivement les paroles du Seigneur, les yeux quelquefois fermés pour mieux écouter (La Cène peinte par Dirk Bouts). En effet, dans l'évangile que l'on attribue à Jean, il rapporte avec beaucoup de précision les paroles prononcées par Jésus au cours de la Cène (Discours de la Cène, chapitres 13 à 17), et en particulier l'envoi de l'Esprit Saint ou Paraclet par le Père,.
Dans de nombreuses représentations de la Crucifixion, Jean figure avec Marie au pied de la Croix.
Plusieurs représentations de Jean le montrent tenant à la main un calice ou une coupe empoisonnée d'où émerge la tête d'un serpent ou d'où le venin s'échappe sous forme d'un petit dragon, en référence au thème johannique du serpent,. Mais il peut s'agir aussi de la légende de la coupe de poison d'Aristodème.
Il est parfois figuré avec comme attribut un chaudron d'huile bouillante ou une palme du Paradis (qui lui fut remise par la Vierge mourante). Dürer représente le supplice de l'huile bouillante sur le frontispice de son Apocalypse.

Représentation de Jean
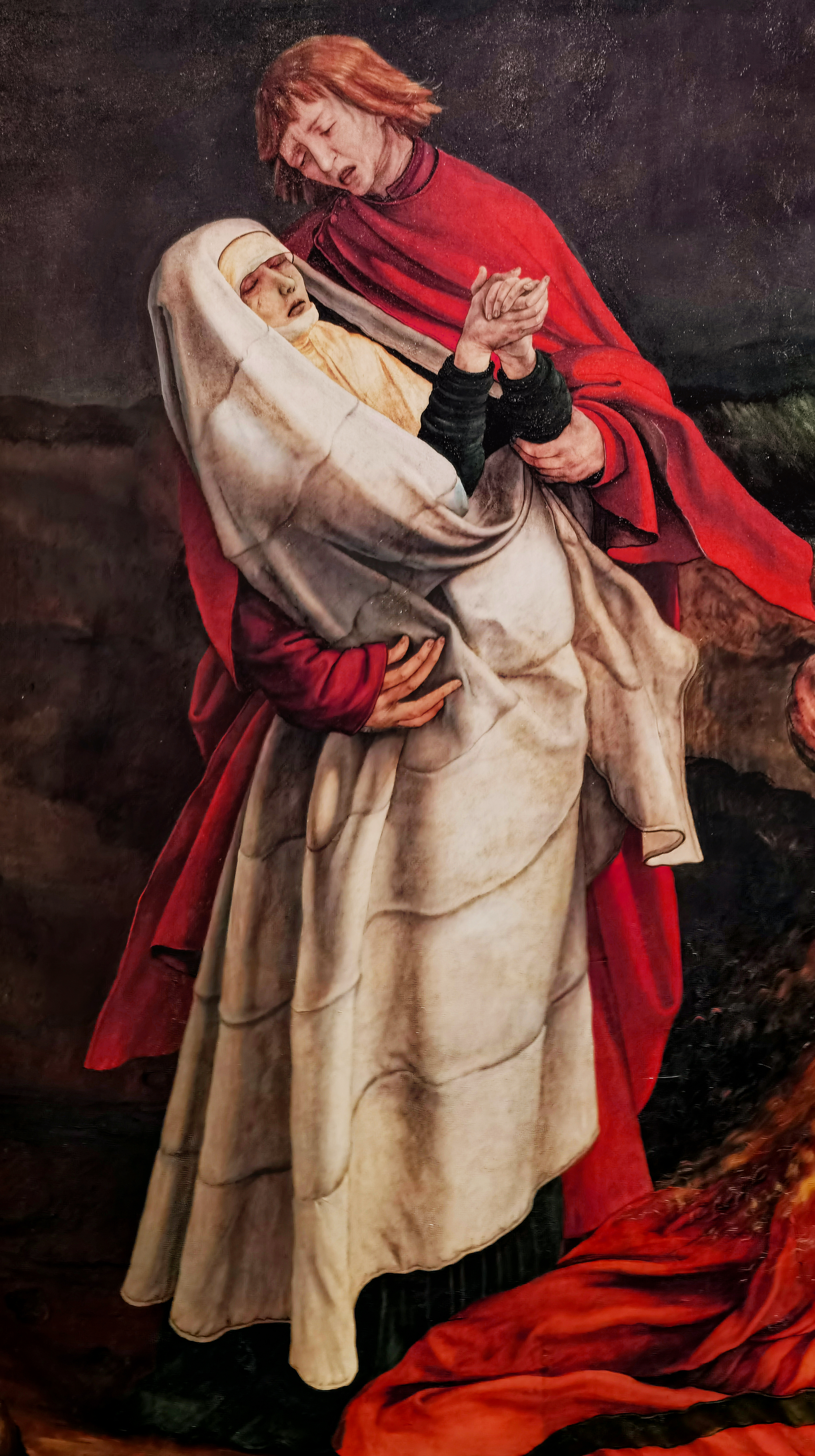
Musée Unterlinden, Le Retable d'Issenheim, vers 1512-16, Matthias Grünewald, détails du panneau de la Crucifixion.
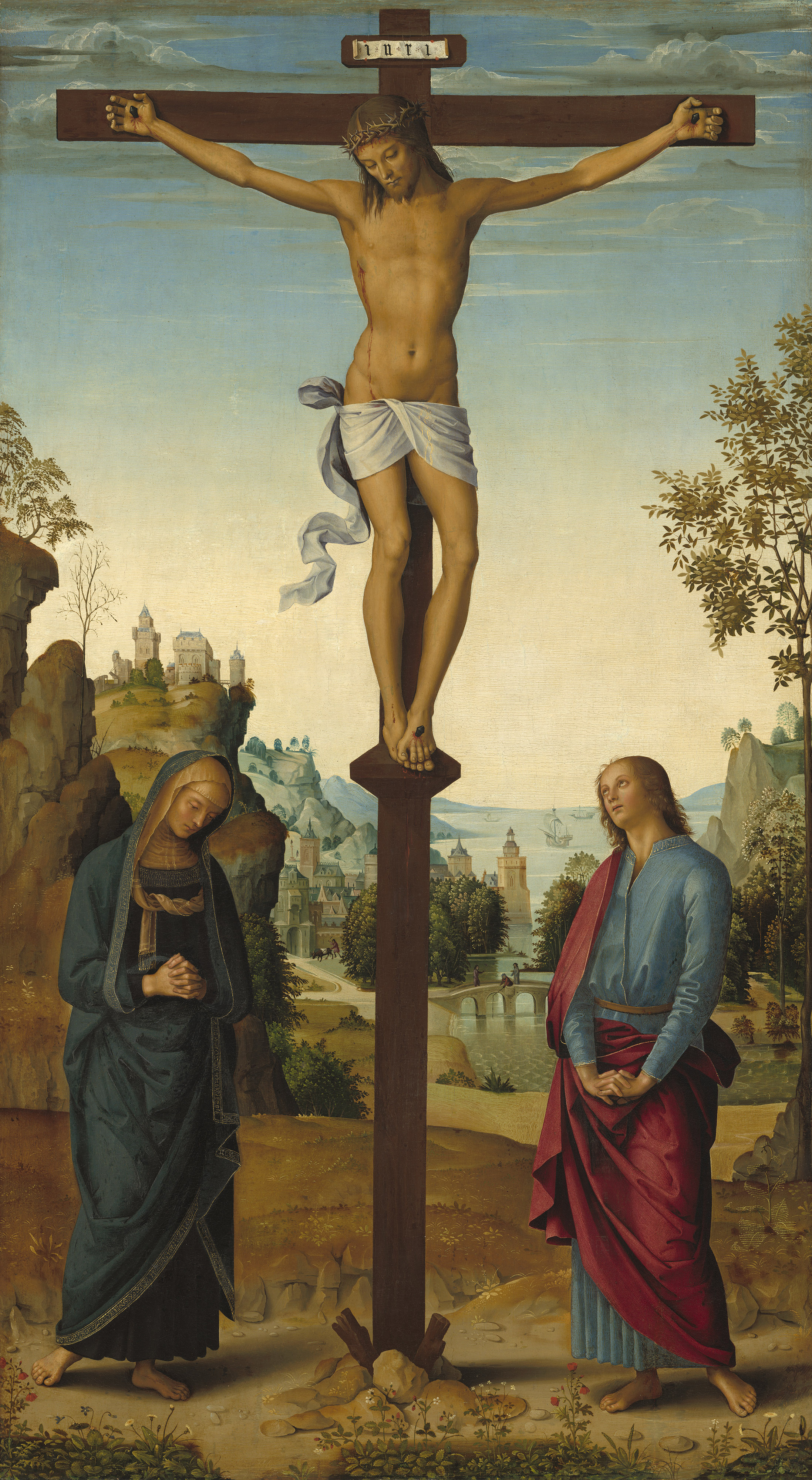
Crucifixion par le Pérugin.
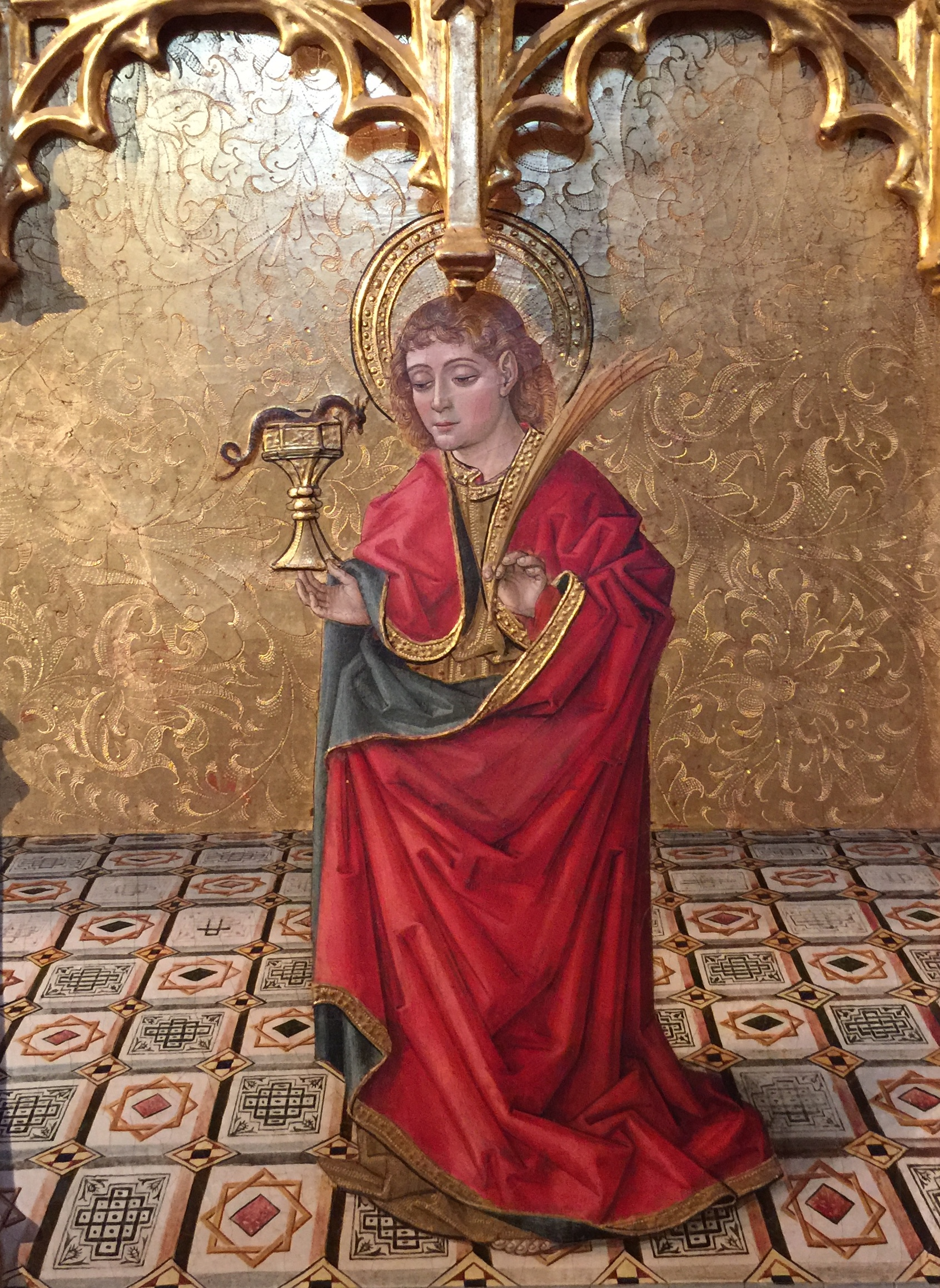
Prédelle de la Visitation par le maestro de Segorbe (XVe siècle). Musée de la cathédrale de Segorbe.
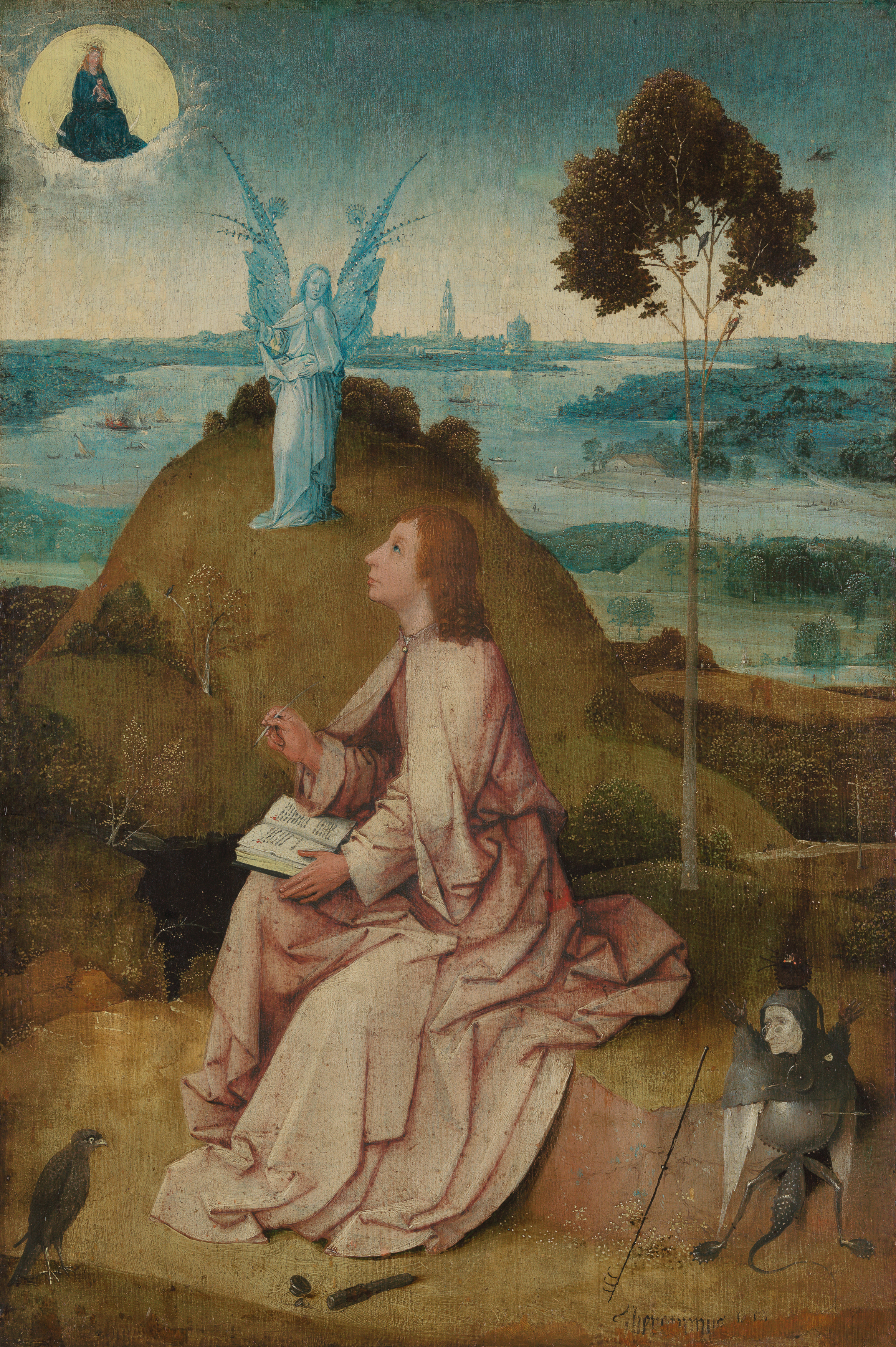
Saint Jean l’Évangéliste à Patmos, vers 1489, Jérôme Bosch, Gemäldegalerie (Berlin).
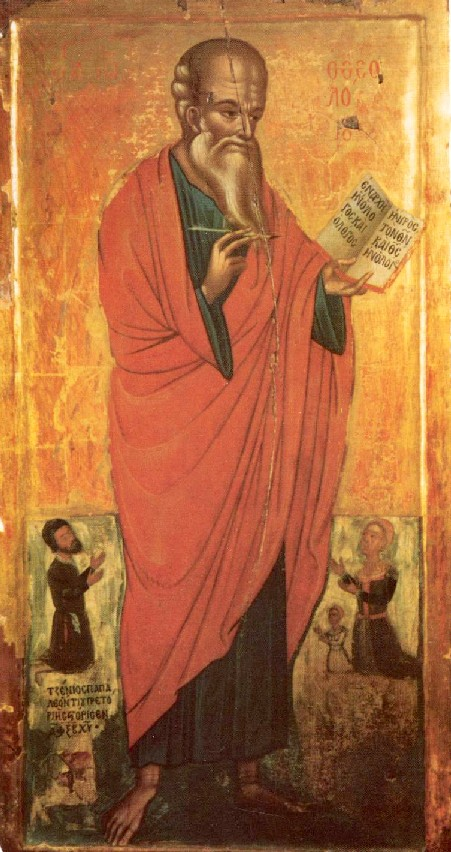
Icône de l'apôtre Jean écrivant des lettres, artiste inconnu, XVIe siècle.
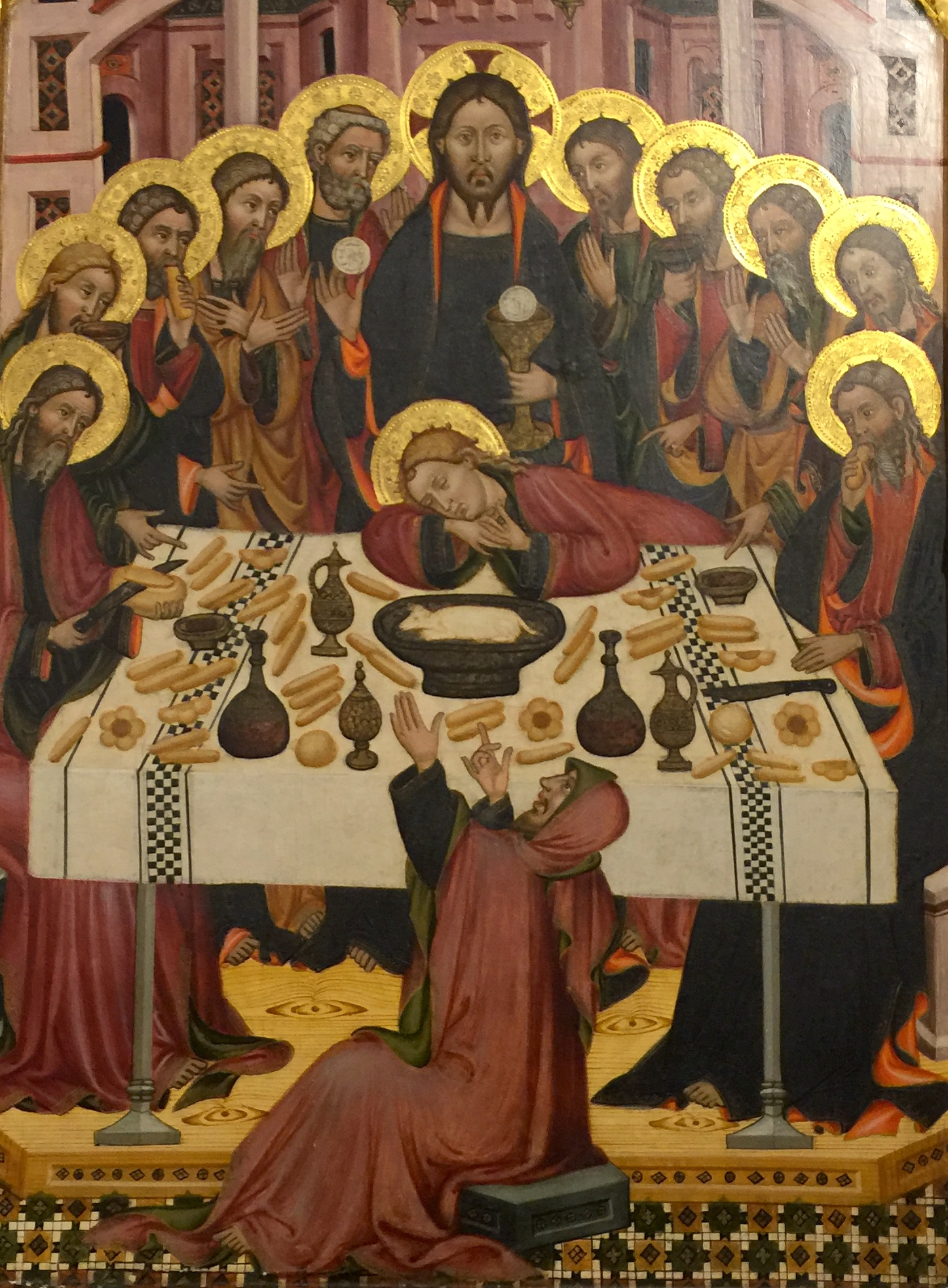
Panneau central. Retable de l'Eucharistie, Llorenç Saragossà, Église de la Nativité de Notre-Dame (Villahermosa del Rio).
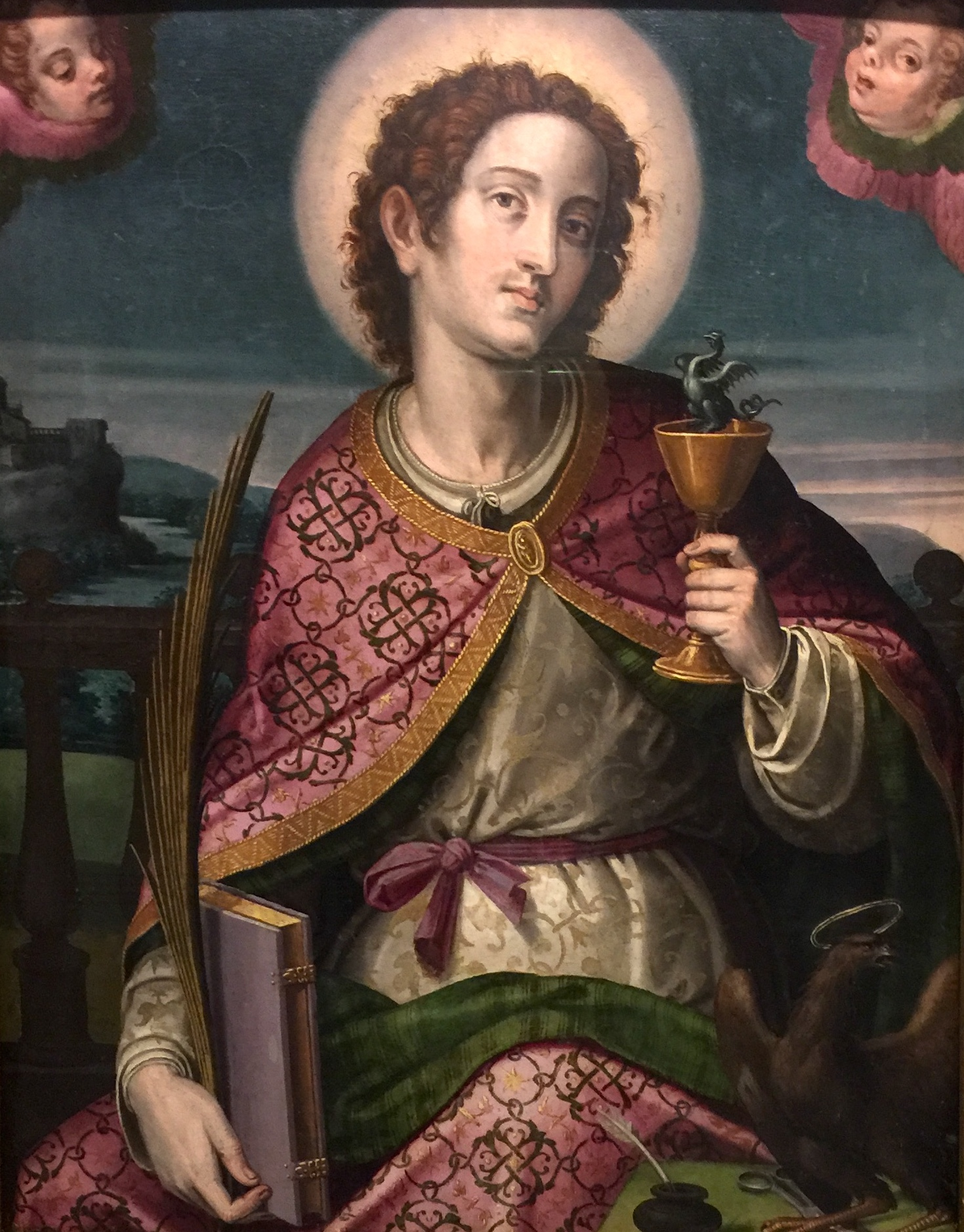
Jean tient dans une main une coupe empoisonnée surmontée d'un dragon et dans l'autre la palme du martyre et un livre, vers 1612, Cristóbal Llorens, Musée des Beaux-Arts de Valence (Espagne).
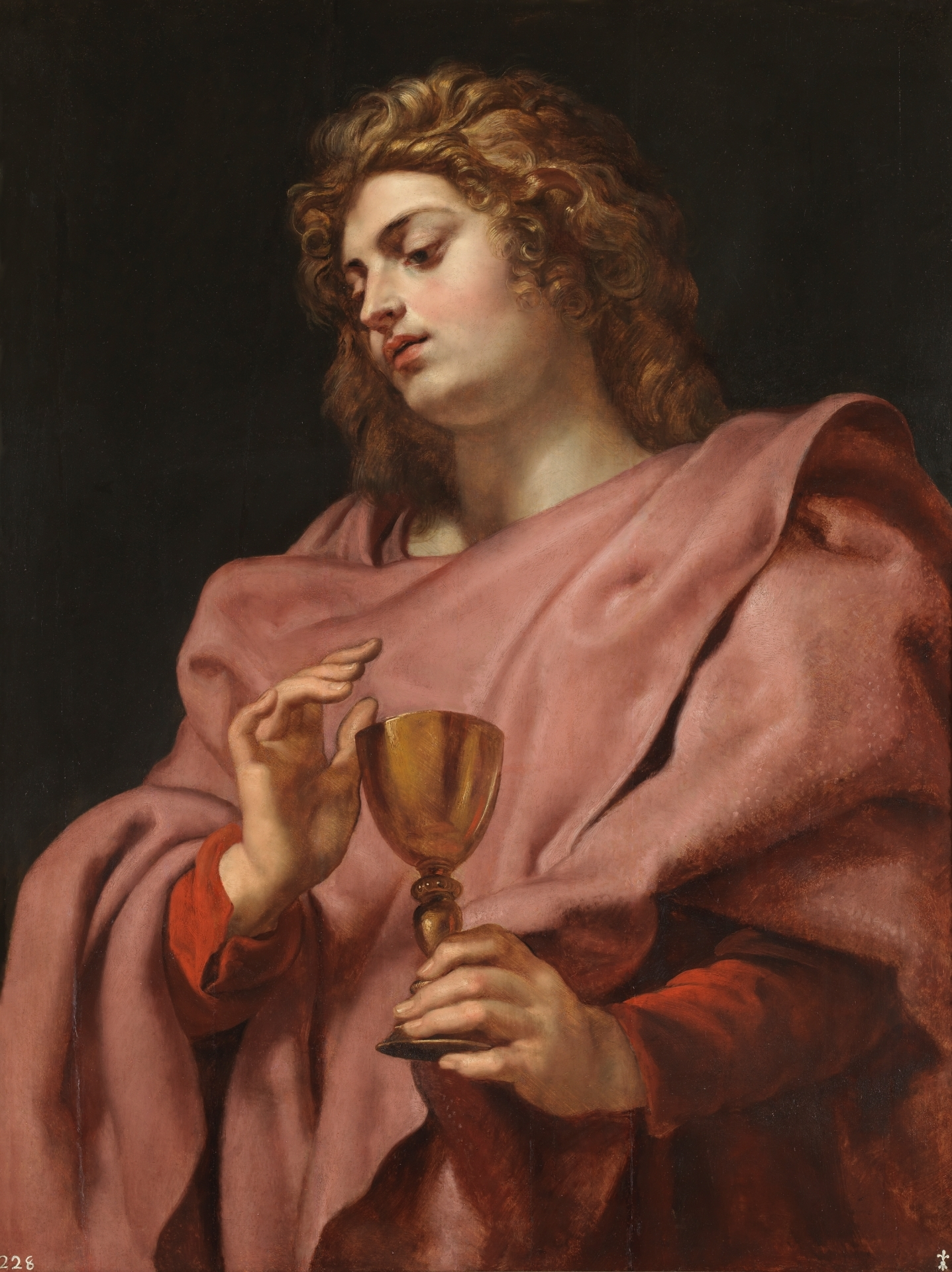
Saint Jean l'Évangéliste, vers 1611, Pierre Paul Rubens, Musée du Prado.

### Musique
Jean a fait l'objet de plusieurs œuvres :
- La Passion selon saint Jean SWV 481, de Heinrich Schütz (1665-1666)[47].
- La Passion selon saint Jean BWV 245, de Jean-Sébastien Bach (1724)[48].
- La Messe de saint Jean, de Charles Gounod (1890)[49].

## Jean l'apôtre est-il Jean l'évangéliste?

### La tradition chrétienne

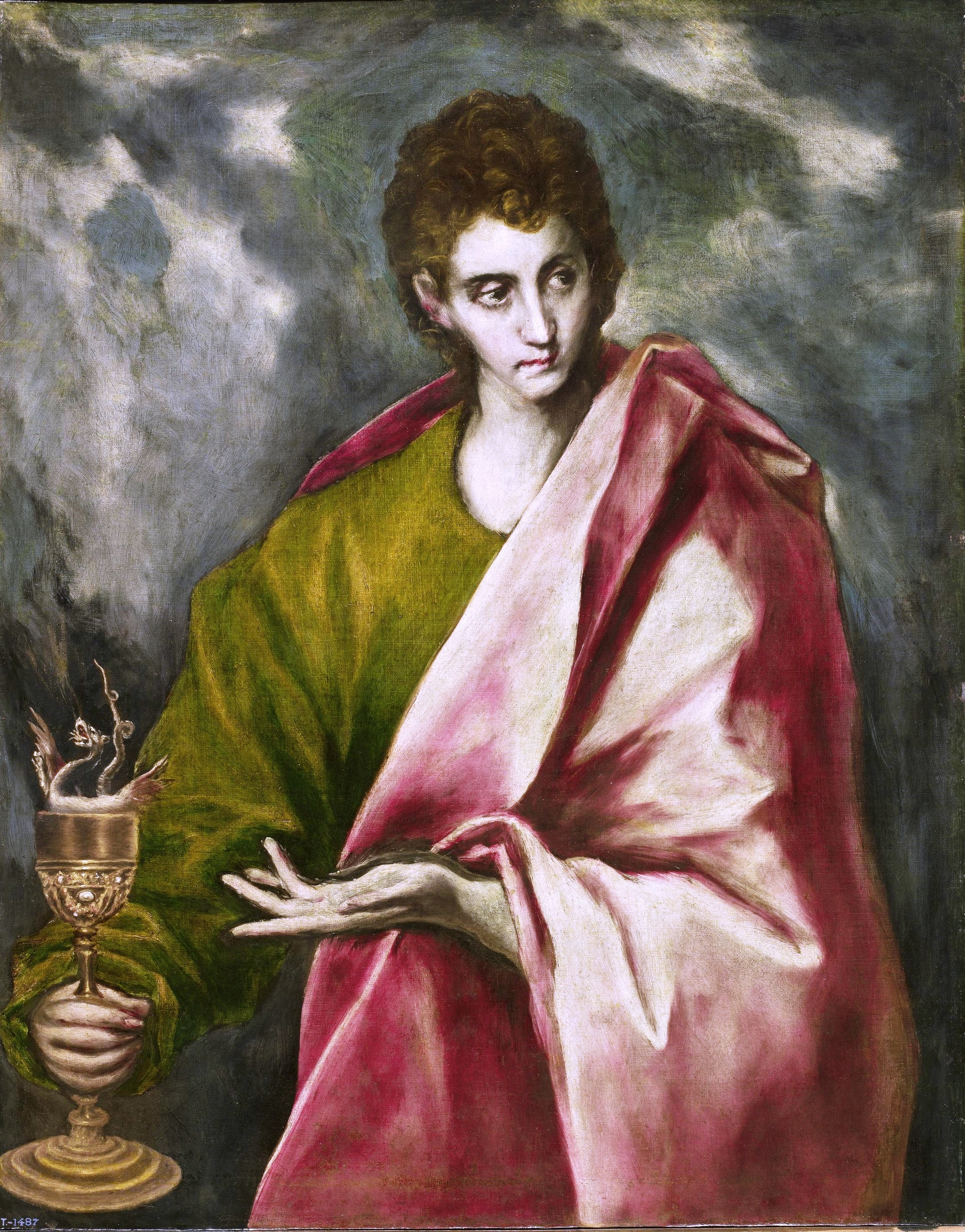
Saint Jean L'Évangéliste, vers 1605, Le Greco, Musée du Prado.

La tradition chrétienne considère que Jean l'évangéliste et « le disciple que Jésus aimait » sont la même personne. Vers 180, Irénée de Lyon, qui avait fréquenté Polycarpe, évêque de Smyrne, qui lui avait vu Jean, écrivait : « Après les autres disciples, Jean, le disciple du Seigneur qui reposa sur sa poitrine, donna lui aussi sa version de l’évangile comme il séjournait à Éphèse ».

### Les historiens modernes
De nombreux exégètes et historiens ont contesté que l'évangéliste soit Jean l'apôtre, fils de Zébédée.
Selon Jean Colson, un prêtre français du XVIIIe siècle, l'évangéliste serait Jean le Presbytre, cité par Papias, qui aurait été en sa jeunesse un riche patricien habitant Jérusalem. Cette thèse a été reprise par Oscar Cullmann, François Le Quéré, Joseph A. Grassi, James H. Charlesworth, Xavier Léon-Dufour. Jean, fils de Zébédée, n'est d'ailleurs plus mentionné après la réunion de Jérusalem.
Il y a un quasi-consensus, pour affirmer que l'évangile selon Jean, « n'est pas l'œuvre d'un seul auteur, mais d'une communauté », souvent appelée « école johannique », et a été rédigé vers la fin du Ier siècle. Selon le théologien Jean Zumstein, « Dans cette dernière se sont succédé toute une série de personnages : le disciple bien-aimé, à l'origine des traditions qui nourrissent l'évangile ; l'évangéliste qui a donné sa forme au récit ; un cercle éditorial qui opéra une relecture de l'œuvre avant de la mettre en circulation et qui est peut-être à l'origine de la première épître de Jean ; le presbytre, enfin, qui a rédigé la Deuxième et la Troisième épîtres des Jean ».